# Col du Calvaire
Der Col du Calvaire ist ein 1144 m hoher Bergpass im Département Haut-Rhin in den französischen Vogesen.

## Geografie

### Lage
Der Pass liegt auf einer Höhe von 1144 m und verbindet das Béhine-Tal ab Le Bonhomme mit dem oberen elsässischen Weiss-Tal bei Orbey. Er befindet sich auf der Route des Crêtes zwischen dem Col du Bonhomme und dem Col de la Schlucht.

### Zugang
Von Le Valtin aus beginnt der Pass mit dem Aufstieg zum Col du Louschbach, der zur Route des Crêtes (D 148) führt, die bis zum Col du Calvaire hinaufsteigt. Im Allgemeinen gelangt man von der Westseite aus direkt über die Kammstraße zum Pass, anstatt die Forststraße von Valtin hinaufzusteigen. Von Orbey aus gelangt man zum Pass, indem man der Landstraße D 48 und dann der D 48.2 folgt, die kurz vor dem Pass am Lac Blanc entlangführt.

## Tour de France
Der Col du Calvaire wurde bislang dreimal im Rahmen der Tour de France befahren: 1976, 1992 und 2001. Der Pass war als  Bergwertung der 3. Kategorie eingestuft.